# Михеев, Ярополк Леонидович
Ярополк Леонидович Михеев (29 апреля 1930, Косовска-Митровица — 2 июня 2019) — атаман Всевеликого Войска Донского за Рубежом (2003-2018), почётный председатель Русского обще-воинского союза (РОВС) и председатель Общества галлиполийцев, член редакционной коллегии военного, политического и исторического журнала «Вестник РОВС», редактор журнала «Инженер», публицист. Войсковой старшина Всевеликого Войска Донского за Рубежом.

## Биография
Родился в 1930 году в городе Косовска-Митровица в семье полковника Русской Армии Л. М. Михеева, бывшего командира 1-го Технического полка, активного члена РОВСа. Учился в Первом Русском Великого Князя Константина Константиновича кадетском корпусе в Югославии (не окончил). Окончил городской колледж Нью-Йорка, Технологический институт в Торонто (Канада), ряд военных курсов, в том числе офицерские курсы Национальной Гвардии США.
Служил в армии США в звании рядового, затем сержанта; работал гражданским инженером, участвовал в проектировании объектов в том числе для американской космической программы. Более 50 лет вёл активную педагогическую работу в Организации российских юных разведчиков (ОРЮР); скаутмастер ОРЮР. С 1987 по 1990 гг. — казначей и секретарь Общества галлиполийцев в США, затем председатель этого Общества. Состоял секретарём Донского Войскового Совета в Зарубежье, секретарём Русского общевоинского союза. В декабре 2003 г., после кончины генерал-майора ВВД Н. В. Фёдорова избран атаманом Всевеликого Войска Донского за Рубежом. С февраля 2004 г. — Почётный Председатель РОВС.
Активно выступал за юридическое осуждение преступлений коммунистического тоталитаризма в России. В июле 2006 г. подписал совместное обращение лидеров русских зарубежных организаций в Парламентскую ассамблею Совета Европы (ПАСЕ) — «Русские в поддержку идеи международного осуждения коммунизма».
С началом Российско-украинской войны Ярополк Михеев выступал и опубликовал в 2015 году статью с критикой деятельности председателя российского отделения РОВС И.Б.Иванова. Ярополк Михеев в своей статье заявил, что в своё время действующий атаман Всевеликого Войска Донского за Рубежом первопоходник Николай Васильевич Фёдоров, совместно с действующим Председателем РОВС поручиком Гранитовым, ошиблись с выбором в качестве нового руководителя РОВС родившегося и воспитанного в СССР председателя российского отделения РОВС И.Б.Иванова, ограничив таковой выбор лишь кандидатурой И. Б. Иванова. В своей статье Ярополк Михеев заявил, в связи с деятельностью Иванова, о неучастии Всевеликого Войска Донского за Рубежом в деятельности российского отделения РОВС, руководимого И.Б.Ивановым, и объявил РОВС де факто закрытым с 2014 года. В ответ, 6 января 2016 г., И. Б. Иванов подписал приказ «об отстранении Михеева от должности Почётного Председателя РОВС в связи с грубым нарушением им воинской дисциплины, выразившимся в неисполнении пунктов «а», «в», «г» статьи 18 Положения о Русском Обще-Воинском Союзе, и допущением использования своего имени и должности в провокаторской деятельности против РОВС».
Атаман Ярополк Леонидович Михеев умер в 2019 году.

## Публицистическая деятельность
Статьи Я. Л. Михеева опубликованы во многих периодических изданиях Русского Зарубежья и России:
- «Дон» (журнал союза писателей РФ),
- «Донской Атаманский Вестник»,
- «Инженер» (орган Общества русских инженеров в США),
- «Кадетская перекличка» (США),
- «Мы» (США),
- «Подкова»,
- «Скаут-разведчик»,
- «Согласие» (США),
- «Царскосельский костёр» (издание ОРЮР) и др.

## Источник
Голдин В. И. Солдаты на чужбине. Русский Обще-Воинский Союз, Россия и Русское Зарубежье в XX—XXI веках. Архангельск, 2006.